# 书带薹草
书带薹草（学名：Carex rochebruni）为莎草科薹草属的植物。分布在日本以及中国大陆的江苏、浙江、河南、安徽等地，生长于海拔1,000米至2,850米的地区，多生长于林下或湿润草地，目前尚未由人工引种栽培。

## 亚种
- 匍匐薹草（学名：Carex rochebruni subsp. reptans）为莎草科薹草属书带薹草的亚种。分布于中国大陆的陕西、四川、甘肃、湖北、云南等地，生长于海拔1,680米至3,700米的地区，一般生长在草地潮湿处或沼泽。
- 高山穗序薹草（学名：Carex rochebruni subsp. remotispicula）为莎草科薹草属书带薹草的亚种。分布在台湾岛以及中国大陆的贵州、陕西、湖南、广西、甘肃、湖北、四川等地。